# 孟子村
孟子村（もうこむら）は、和歌山県那賀郡にあった村。現在の海南市の北東端、貴志川の下流域左岸にあたる。集落は連村と塊村からなる。地名の由来は、紀伊続風土記によると、別院村の小名として「モウコ」「ノシリ」「ナカヘチ井」などと出てくる。孟子不動にまつわる猛虎から来たなど諸説ある。とある。

## 地理
- 山岳 ： 大旗山
- 河川 ： 貴志川

## 歴史
- 1601年（慶長6年) - この年に実施された検地により、孟子村が編成される。
- 1863年（文久3年) - 寺子屋が出来る。
- 1875年（明治8年) - 孟子尋常小学校開校。
- 1889年(明治22年) - 町村制の施行により、七山村 (和歌山県)・原野村・高津村 (和歌山県)・孟子村・野尻村 (和歌山県)・別院村・下津野村の区域をもって那賀郡北野上村が発足。同日、孟子村廃止。